# Cricotopus zavreli
Cricotopus zavreli är en tvåvingeart som beskrevs av Ryszard Szadziewski 1981. Cricotopus zavreli ingår i släktet Cricotopus och familjen fjädermyggor. Inga underarter finns listade i Catalogue of Life.